# Glinna (rejon tarnopolski)
Glinna (ukr. Глинна) – wieś w rejonie tarnopolskim obwodu tarnopolskiego Ukrainy. W Polsce, w województwie tarnopolskim, w powiecie brzeżańskim. 

## Historia
W II Rzeczypospolitej wieś w powiecie brzeżańskim województwa tarnopolskiego. W 1931 r. liczyła 1330 osób, wśród których zdecydowaną większość stanowili Ukraińcy.
W latach 1939–1944 nacjonaliści ukraińscy z OUN-UPA zamordowali tutaj 10 Polaków. W sierpniu 1944 r. w tutejszym młynie członkowie UPA zamordowali też 12 poborowych z Glinnej i okolicznych miejscowości do Wojska Polskiego. 

## Zabytki
- obronny zameczek,  wybudowany w XVII w.[3]; w XIX w. po obiekcie zostały wały ziemne[4]
- pałac wybudowany w latach 40. XIX w. na wzgórzu nad stawem przez Ignacego Aleksa Komorowskiego znajdował się w sporym parku krajobrazowym. Obiekt został spalony w 1915 r.[4]